# Hypoleria romani
Hypoleria romani är en fjärilsart som beskrevs av Felix Bryk 1953. Hypoleria romani ingår i släktet Hypoleria och familjen praktfjärilar. Inga underarter finns listade i Catalogue of Life.